# 조선민주주의인민공화국 문화선전성
문화선전성(文化宣傳省)은 문화와 예술에 관한 사무 및 국내외의 여론 조사, 언론, 방송, 선전 및 보도 사무 등을 관장하는 조선민주주의인민공화국의 폐지된 내각 중앙 행정 기관이었다. 1948년 9월 2일 내각의 출범과 함께 성립되었다.

## 연혁
- 1948년 9월 2일 문화선전성 설치
- 1957년 9월 20일 문화선전성 폐지, 문화선전성의 일부 기능과 문교성의 기능 일부를 합쳐 교육문화성 설치

## 역대 상, 부상

### 역대 문화선전상
- 허정숙 1948년 9월 2일 ~ 1957년 9월 20일

### 역대 부상
- 안막(安漠) 1955년 12월 15일 ~ 1957년 9월 20일

#### 역대 제1부상
- 기석복(奇石福) 1948년 9월 2일 ~ 1949년 9월 2일
- 김강(金剛) 1949년 9월 2일 ~ 1950년 9월 2일
- 림화(林和) 1950년 9월 2일 ~ 1951년 9월 9일
- 조일명(趙一鳴) 1951년 9월 9일 ~ 1953년 3월 14일
- 김오성(金午星) 1953년 3월 14일 ~ 1953년 3월 31일
- 김강(金剛) 1953년 3월 31일 ~ 1953년 4월 11일
- 남일(南日) 1953년 4월 11일 ~ 1953년 4월 21일
- 기석복(奇石福) 1953년 4월 21일 ~ 1953년 8월 4일
- 태성수 1953년 8월 4일 ~ 1953년 9월 9일, 로동신문 책임주필 출신
- 김강(金剛) 1953년 9월 9일 ~ 1953년 12월 1일
- 정률(鄭律) 1953년 12월 1일 ~  1954년 4월 12일
- 안막(安漠) 1954년 4월 12일 ~ 1954년 8월 2일
- 박태원(朴泰遠) 1954년 8월 2일 ~ 1955년 3월 24일
- 정률(鄭律) 1955년 3월 24일 ~ 1955년 9월 2일
- 장하일 1955년 9월 2일 ~ 1955년 12월 15일, 민주조선지 주필 출신 (1955년 12월 15일 문화선전성 제1부상 폐지)

#### 역대 제2부상
- 정률(鄭律) 1948년 9월 2일 ~ 1953년 9월 9일
- 안회남(安懷南) 1953년 9월 9일 ~ 1954년 8월 2일
- 박문원(朴文遠) 1954년 8월 2일 ~ 1955년 3월 24일
- 조명암(趙鳴岩) 1955년 3월 24일 ~ 1955년 12월 15일 (1955년 12월 15일 문화선전성 제2부상 폐지)

#### 역대 제3부상
- 안막(安漠) 1948년 9월 2일 ~ 1953년 9월 9일 (1953년 9월 9일 문화선전성 제3부상 폐지)

## 산하 기관
- 로동신문
- 민주조선신문
- 문화예술학교
- 문화예술간부학교
- 국립민족예술극장
- 고전악단
- 국립민족가극극장
- 예술국
- 문화예술지도위원회
- 국립미술제작소
- 영화간부학교
- 대중예술극장
- 조선문화협회
- 조소문화협회
- 문화예술인총위원회
- 국립도서관

## 같이 보기
- 교육문화성
- 문화성
- 교육성